# Arthur Weisberg
Arthur Weisberg (* 4. April 1931 in New York City; † 17. Januar 2009 in Boca Raton, Florida) war ein US-amerikanischer Fagottist, Dirigent, Musikpädagoge und Komponist.
Weisberg absolvierte die New Yorker High School of Music and Art und die Juilliard School, wo er Fagott bei Simon Kovar studierte. Er spielte als Erster Fagottist im Houston Symphony Orchestra und im Baltimore Symphony Orchestra und als Zweiter Fagottist im Cleveland Orchestra, bevor er nach New York zurückkehrte, um Dirigieren bei Jean Paul Morel zu studieren. Parallel zu dem Studium spielte er das Erste Fagott im NBC Symphony Orchestra unter Arturo Toscanini.
Vierzehn Jahre lang gehörte Weisberg dem New York Windwood Quintet an. Mit dem New York Philharmonic Orchestra nahm er George Crumbs A Haunted Landscape auf, außerdem dirigierte er das Milwaukee Symphony Orchestra und in Dänemark die Sjaellands Symphony und die Aalborg Symphon. 1961 gründete er das Contemporart Chamber Ensemble mit dem er mehr als 100 Welturaufführungen von Werken zeitgenössischer Komponisten spielte und aufnahm.
Als Lehrer wirkte Weisberg an der Juilliard School, der State University of New York at Stony Brook und der Yale University. Er verfasste zwei Lehrbücher: The Art of Wind Playing und Performing 20th Century Music – a Handbook for Conductors and Instrumentalists. Neben Bearbeitungen von Kompositionen für das Fagott schuf er eine Anzahl eigener Kompositionen überwiegend für kammermusikalische Besetzung.

## Werke
- Duo für Fagott und Klavier (1984)
- Piece für Viola solo (1984)
- Piece für Klavier (1984)
- String Quartet No. 1 (1984)
- Duo für Cello und Klavier (1985)
- Trio für Violine, Cello und Klavier (1985)
- Opening Statement für Orchester (1985)
- Quintet für Klarinette und Streichquartett (1986)
- Quintet für Horn und Streichquartett (1986)
- Sonatina für Flöte (1986)
- Music für doppeltes Holzbläserquintett (1987)
- Two Pieces für Streichquartett (String Quartet No.2) (1987)
- Duo für Violine und Klavier (1988)
- Symphonic Statement für Band (1988)
- Cantabile and Vivace für Fagott und Streichorchester (1988)
- String Quartet No. 3 (1989)
- Birthday Piece für Viola und Fagott (1991)
- A Song and a Dance für Fagott solo (1992)
- From the Deep für zwei Kontrafagotte und Klavier
- Concerto für Fagott und Streicher (1998)
- 15 Etudes for Bassoon Written in the Style of 20th Century Music (2004)